# Robertinida
Robertinida es un orden de foraminíferos (clase Foraminiferea, o Foraminifera), tradicionalmente considerado suborden Robertinina del orden Foraminiferida. Su rango cronoestratigráfico abarca desde el Triásico medio hasta la Actualidad.

## Descripción
Son un grupo de foraminíferos bentónicos que presentan una concha aragonítica, de pared hialina, radial y perforada; las poros de la pared son pequeños y localizados en campos de poros. La pared de la concha consiste en cristales pseudohexagonales de aragonito dispuestos radialmente y rodeados por una envoltura orgánica. Sus conchas suelen ser trocoespiraladas, aunque también hay planiespiraladas. Sus cámaras poseen particiones internas que se fijan cerca del foramen apertural. La abertura se extiende bajo una placa umbilical y hacia la cara apertural; en las formas más evolucionadas se observa una placa dental.

## Clasificación
Robertinida incluye a las siguientes superfamilias:
- Superfamilia Duostominoidea
- Superfamilia Ceratobuliminoidea
- Superfamilia Conorboidoidea
- Superfamilia Robertinoidea